# Campagne Jingnan
La Campagne Jingnan (chinois : 靖難之役 ; pinyin : Jìngnàn Zhīyì ; litt. « Pacification (靖) de la crise (難) »), ou Révolte Jingnan, est une guerre civile du début de la dynastie Ming, qui oppose l'empereur Jianwen à son oncle Zhu Di, le Prince de Yan. Elle débute en 1399 et dure trois ans. La campagne prend fin lorsque les troupes du Prince de Yan prennent Nankin, la capitale impériale. La chute de Nankin est suivie par la déposition de l'empereur Jianwen et l’accession au trône de Zhu Di, qui devient l'empereur Yongle.

## Situation avant la campagne
Après avoir fondé la dynastie Ming, Zhu Yuanzhang entreprend de consolider l'autorité de la Cour impériale. Il élève différents membres de la famille impériale au rang de Prince, leur confie des territoires et les envoie dans tout l'empire. Ils n'ont aucun pouvoir d'ordre administratif sur le territoire qu'ils contrôlent, mais peuvent lever une armée personnelle dont la taille va de 3 000 à 19 000 soldats. Les membres de la famille royale en poste sur la frontière Nord peuvent lever des armées d'une plus grande taille. À titre d'exemple, le Prince de Ning a sous ses ordres une armée de plus de 80 000 soldats.
L'empereur nomme son fils Zhu Biao Prince héritier, mais ce dernier meurt à l'âge de 36 ans en 1392, et c'est son fils, Zhu Yunwen, qui devient le nouveau prince héritier. Zhu Yunwen est le neveu de plusieurs Princes contrôlant de puissantes armées et se sent menacé par leur pouvoir. En mai 1398, Yuanzhang meurt et Yunwen monte sur le trône, devenant ainsi l'empereur Jianwen. Les princes reçoivent immédiatement l'ordre de rester dans leurs territoires respectifs, tandis que le nouvel empereur se prépare à réduire leurs pouvoirs avec l'aide de ses proches conseillers, Qi Tai (en) et Huang Zicheng (en),.

## Prélude

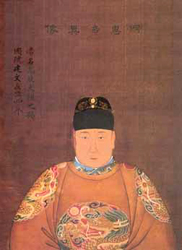
l'Empereur Jianwen

La première suggestion qui est faite à Jianwen est de réduire en priorité le pouvoir de Zhu Di, le prince de Yan, car de tous les Princes, c'est lui qui possède le plus grand territoire; mais cette proposition est rejetée.
En juillet 1398, le prince de Zhou est arrêté à Kaifeng pour trahison, dépouillé de son statut royal et exilé au Yunnan. En avril 1399, les princes de Qi, Xiang et Dai sont également dépossédés de leur statut royal. Le prince de Qi est placé en résidence surveillé à Nankin et celui de Dai a Datong, tandis que le prince de Xiang se suicide. Deux mois plus tard, le prince de Min perd également son statut royal et est exilé au Fujian.
Alors que le fossé entre les princes régionaux et la cour impériale se creuse, le prince de Yan, qui a sous ses ordres l'armée la plus puissante, assume le rôle de chef de facto, de l'opposition à l'empereur.

## Première phase des combats, 1399

### L'attaque de Beiping

L'empereur Yongle

En décembre 1398, afin de prévenir une éventuelle attaque du prince de Yan, l'empereur Jianwen nomme plusieurs membres du personnel impérial à Beiping (aujourd'hui Pékin), la ville ou se trouve Zhu Di. Di réplique en faisant semblant d'être malade, tout en se préparant pour la guerre à venir. Cependant, sa conspiration est révélée au personnel impérial de Beiping par un des membres du personnel de la cour de Yan. En conséquence, la cour Impériale donne l'ordre de procéder à l'arrestation du Prince de Yan. Zhang Xin, l'un des membres de l'état-major impérial, décide de communiquer l'ordre de la Cour impériale au Prince de Yan. Pour se préparer à contrer son arrestation imminente, Zhu Di ordonne à son général Zhang Yu de rassembler 800 hommes, pour aller patrouiller dans sa résidence de Beiping.
En juillet, l'état-major impérial encercle la résidence de Yan. Zhu Di riposte en exécutant l'état-major impérial, puis prend d'assaut les portes de Beiping. À la tombée de la nuit, Zhu Di a le contrôle de la ville et entre officiellement en rébellion contre la cour impériale,. Au cours des jours suivants, les troupes du prince de Yan s'emparent des villes de Tongzhou, Jizhou, Dunhua et Miyun. Fin juillet, le col de Juyong, Huailai et Yongping sont aux mains des troupes du prince, qui contrôle alors toute la région de Beiping.
Lorsque les soldats de Zhu Di s'emparent de la ville de Huailai, le prince de Gu s’enfuit de son fief de Xuanfu, qui est situé près des zones contrôlées par le Prince de Yan, pour se réfugier à Nankin. En août, l'empereur donne l'ordre aux princes de Liao et Ning de revenir à Nankin. Si le prince de Liao obéit aux ordres de l'empereur, celui de Ning les rejette,. De son côté, le prince de Dai a l'intention de soutenir les forces de Yan, mais il est forcé de rester en résidence surveillée à Datong.

## Riposte du gouvernement, 1399–1400

### Première offensive
En juillet 1399, la nouvelle de la rébellion arrive à Nankin. L'empereur Jianwen donne l'ordre de retirer son statut royal au prince de Yan et commence à organiser une attaque contre ce dernier,. Le quartier général de l'expédition est installé à Zhending, dans la province du Hebei.
Comme la plupart des généraux ayant combattu aux côtés de Zhu Yuanzhang lors de la fondation de la dynastie Ming sont morts, ou ont été purgés par Yuanzhang, Jianwen manque de commandants militaires expérimentés, ce qui est une préoccupation majeure pour lui. N'ayant pas d'autre choix, il nomme Geng Bingwen, alors âgé de 65 ans, commandant en chef d'une armée de 130 000 soldats, qui part vers le nord dans le cadre d'une expédition contre les rebelles. Le 13 août, Bingwen arrive à Zhending. Pour préparer l'offensive, l'armée est divisée en trois corps, qui sont envoyés à Hejian, Zhengzhou et Xiongxian. Le 15 août, les troupes du Prince de Yan attaquent par surprise Xiongxian et Zhengzhou, s'emparent des deux villes et rallient à leur cause les soldats Ming qui s'y trouvent.
Un des généraux de Geng Bingwen se rend à Zhu Di et l'informe des positions des troupes Ming. Zhu Di ordonne alors au général de transmettre à Bingwen un message lui indiquant que les forces de ZHu Di approchent rapidement, afin de convaincre ce dernier de rassembler ses forces pour préparer une attaque générale.
Le 24 août, les soldats du prince de Yan arrivent à Wujixian. Sur la base des informations recueillies auprès de la population locale et des soldats Ming qui se sont rendus, ils commencent à préparer un raid sur les forces gouvernementales.
Ce raid surprise est lancé le lendemain et une bataille à grande échelle s'ensuit. Zhu Di commande personnellement une attaque contre le flanc des forces gouvernementales et Geng Bingwen subit une défaite écrasante à la suite de ce raid. Plus de 3 000 hommes se rendent aux troupes du Prince de Yan, tandis que le reste des forces gouvernementales fuit vers Zhending. Le général Gu Cheng se rend à Zhu Di,. Pendant les jours suivants, les troupes de Di tentent en vain de s'emparer de Zhending. Le 29 août, les troupes du prince de Yan se replient sur Beiping, tandis que Gu Cheng est affecté à Beiping pour aider Zhu Gaochi à défendre la ville.

### Seconde offensive
Lorsque la nouvelle de la défaite de Geng Bingwen arrive à Nanjing, l'empereur Jianwen commence à s'inquiéter de la tournure que prend la guerre. Huang Zicheng suggère de choisir Li Jinglong comme nouveau commandant à la place de Geng Bingwen, et sa proposition est acceptée, malgré l'opposition de Qi Tai. Le 30 août, Li Jinglong prend le commandement d'une armée de 500 000 hommes et marche sur Hejian. Lorsque la nouvelle arrive a son camp, Zhu Di acquiert la certitude qu'il va gagner la guerre, en soulignant auprès de ses conseillers la faiblesse de Li Jinglong,.

#### La défense de Beiping
Le 1er septembre, les forces gouvernementales arrivant du Liaodong commencent à assiéger la ville de Yongping. Le 19 septembre, Zhu Di prend personnellement le commandement des troupes chargées de lever le siège et vainc les soldats Ming le 25 septembre. Après cette victoire, Zhu Di décide de lancer un raid sur la ville de Daning, qui est contrôlée par le Prince de Ning, afin de prendre le contrôle de l'armée de ce dernier. Il arrive a Daning le 6 octobre et entre dans la ville. Di réussi a contraindre le Prince de Ning et les troupes de Daning à rallier sa cause, ce qui lui permet de renforcer significativement son armée.
Lorsqu'il apprend que Zhu Di est parti à Daning, Li Jinglong fait traverser le pont de Lugou à ses troupes et commence à attaquer Beiping. Mais Zhu Gaochi, toujours chargé de la défense de la ville, réussit à repousser les attaques. À une occasion, les forces gouvernementales réussissent presque à s'introduire dans la ville, mais l'attaque est annulée par Li Jinglong, qui craint que cela soit un piège.
Au mois d'octobre, les températures dans la région de Beiping sont inférieures à zéro degré. Les défenseurs de la ville utilisent la météo à leur avantage, en versant de l'eau sur les murs de la ville à la tombée de la nuit. Le lendemain matin, les murailles de Beiping sont recouvertes de glace et les soldats de Jinglong n'arrivent pas à les escalader pour prendre la ville d'assaut. De plus, les troupes gouvernementales sont composées de soldats venant du sud qui supportent mal un climat aussi froid et n'arrivent pas à se battre efficacement.

#### Bataille de Zhengcunba
Le 19 octobre, les soldats du prince de Yan se rassemblent à Huizhou et se mettent en route pour revenir à Beiping. Le 5 novembre, ils arrivent a la périphérie de Beiping et infligent une défaite aux éclaireurs de Li Jinglong. Le même jour, le gros des troupes de chaque camp engage le combat à Zhengcunba, pour ce qui devient rapidement une bataille majeure. Li Jinglong subit une défaite écrasante et se retire précipitamment de Zhengcunba à la tombée de la nuit,. Le reste de ses troupes, qui sont toujours en train d'assiéger Beiping, sont encerclés et vaincus par les soldats de Zhu Di, peu de temps après,.
La bataille de Zhengcunba s’achève donc par la retraite de Li Jinglong vers Dezhou, les troupes gouvernementales ayant perdu plus de 100 000 hommes lors des combats.
Le 9 novembre, Zhu Di retourne à Beiping, d'où il écrit à la cour impériale une lettre dans laquelle il explique qu'il a l'intention de démettre Qi Tai et Huang Zicheng de leur poste. L'empereur Jianwen refuse de répondre à la missive de son oncle. En décembre, Wu Gao est démis de son poste au Liaodong par la cour impériale, et Zhu Di décide d'attaquer Datong. Les soldats du prince de Yan atteignent Guangchang le 24 décembre, et la garnison se rend. Le 1er janvier 1400, ils arrivent à Weizhou et ne rencontrent à nouveau aucune résistance. Le 2 février, ils arrivent a Datong et commencent le siège de la ville. La ville de Datong est d'une grande importance stratégique pour la cour impériale, et Li Jinglong est obligé d'envoyer en urgence des renforts aider les défenseurs de la ville. Cependant, Zhu Di retourne à Beiping avant que les forces gouvernementales n'arrivent sur place, ce qui n’empêche ces dernières de subir un nombre considérable de pertes non liées au combat.
Ses troupes étant épuisées, Jinglong écrit à Zhu Di pour lui demander un armistice.
Lors de l'attaque de Datong, plusieurs troupes de soldats venant de Mongolie se rendent aux troupes du prince de Yan. En février, la garnison de Baoding se rend également.

#### Bataille de la rivière Baigou
En avril 1400, Li Jinglong mobilise 600 000 hommes et commence à avancer vers le nord, en direction du fleuve Baigou. Le 24 avril, une nouvelle bataille s'engage entre les soldats du prince de Yan et ceux des forces gouvernementales. Ces derniers tendent une embuscade à Zhu Di, qui commence par subir une série de défaites. Des mines terrestres sont placées par les soldats de Jinglong sur le chemin que les troupes de Zhu Di doivent emprunter pour se replier sur leur camp, ce qui inflige de lourdes pertes à l'armée du prince de Yan,.
Une nouvelle bataille a eu lieu le jour suivant, et les forces gouvernementales réussissent à attaquer les arrières de l'armée du prince de Yan. Zhu Di mène alors personnellement une charge contre le gros des troupes de Li Jinglong, et la bataille tourne à l'impasse lorsque Zhu Gaochi arrive avec des renforts,.
C'est alors que le vent commence à souffler et brise le drapeau de Li Jinglong en deux, ce qui provoque le chaos dans le camp des troupes gouvernementales, car, son drapeau personnel ayant disparu, plus personne ne sait si Jinglong est toujours présent sur le champ de bataille ou s'il s'est enfui. Zhu Di saisit cette occasion et lance un assaut général contre les troupes gouvernementales qui, totalement désorganisées, sont vaincues. Plus de 100 000 soldats gouvernementaux se rendent aux troupes du prince de Yan, et Li Jinglong se replie à nouveau sur Dezhou,,.
Le 27 avril, les soldats de Zhu Di commencent à marcher sur Dezhou pour assiéger la ville. Elle tombe le 9 mai et Li Jinglong est obligé de fuir à Jinan. Les soldats du prince de Yan le suivent immédiatement et encerclent Jinan le 15 mai. Li Jinglong s'enfuit alors vers Nankin. Bien qu'il ait perdu toute son armée et qu'il soit condamné par la cour impériale, Jinglong n'est pas exécuté.

## Statu quo 1400–1401

### Bataille de Jinan

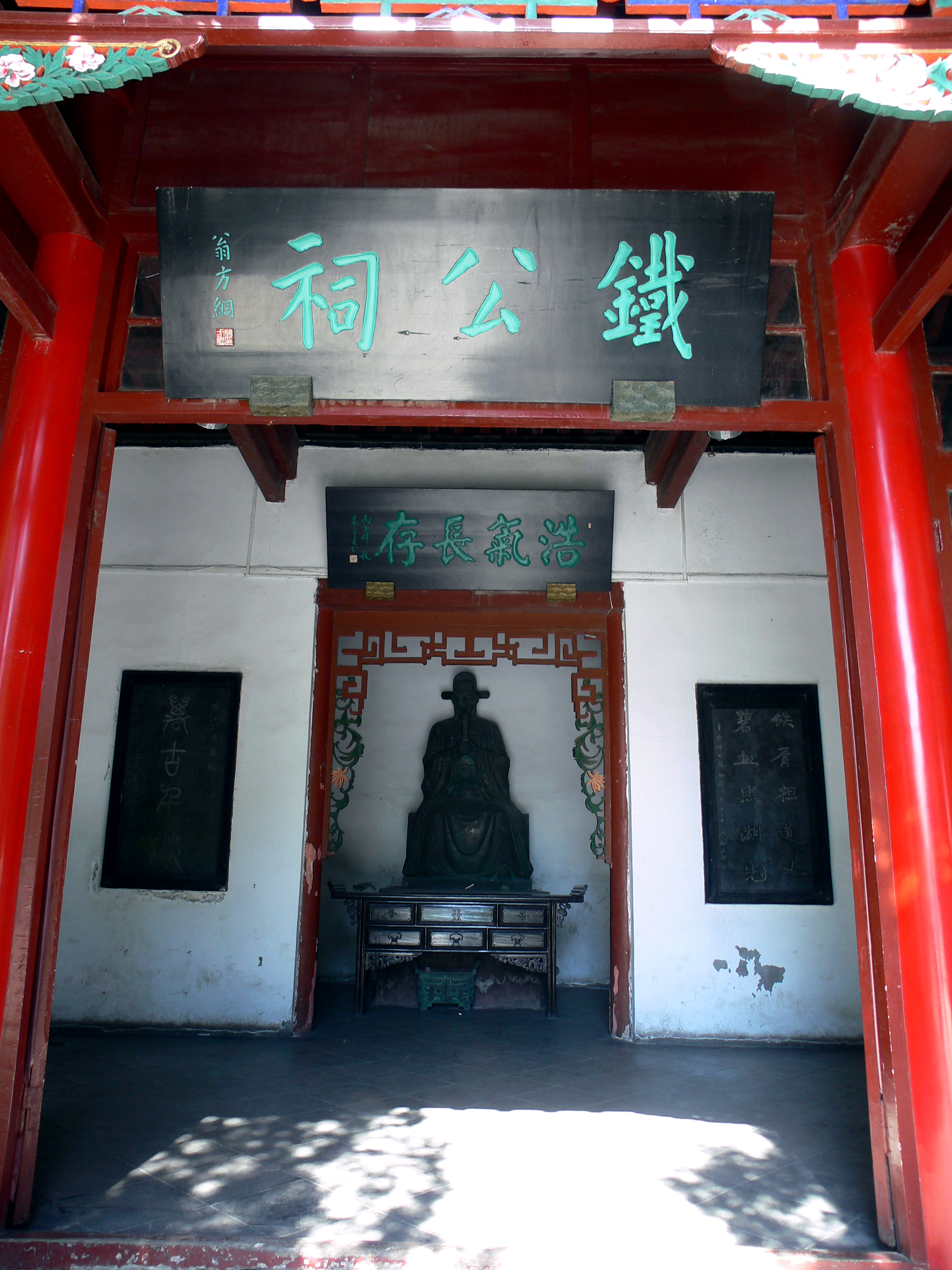
le temple de Tie Xuan, au Lac Daming, Jinan

Mais si Li Jinglong a réussi à s'enfuir, la ville de Jinan est toujours assiégée par les troupes du prince de Yan, car les défenseurs de la cité, commandée par Tie Xuan et Sheng Yong, refusent de se rendre. Le 17 mai, les assiégeants détournent le cours du fleuve pour inonder la ville. Tie Xuan fait alors semblant de se rendre et attire Zhu Di vers la porte de la ville. Alors qu'il s'approche de ladite porte, Di tombe dans une embuscade des forces gouvernementales et doit fuir vers son camp. Le siège continue durant les trois mois suivant l'embuscade. L'importance stratégique de Jinan est cruciale, et Zhu Di est déterminé à s'emparer de la ville. Après avoir subi plusieurs revers pendant le siège, Di décide d'utiliser des canons pour bombarder la ville. Les défenseurs réagissent en posant plusieurs plaques portant le nom de Zhu Yuanzhang, le père de Zhu Di, sur les murs de la ville. Di est forcé d'arrêter le bombardement.
En juin, l'empereur Jianwen envoie un diplomate pour négocier la paix, mais ses offres sont rejetées par Zhu Di. Les renforts du gouvernement arrivent à Hejian vers le mois de juillet, et perturbent les lignes de ravitaillement des armées du prince de Yan, ce qui oblige ce dernier à se retirer à Beiping le 16 août. La garnison de Jinan en profite pour sortir de la ville et reprendre la ville de Dezhou. Tie Xuan et Sheng Yong sont alors tous deux promus pour remplacer le poste de commandant, resté vacant depuis la disgrâce de Li Jinglong. Après ces victoires, les forces gouvernementales marchent vers le nord et s'installent à Dingzhou et Cangzhou.

### Bataille de Dongchang
En octobre 1400, Zhu Di est informé que les troupes gouvernementales marchent vers le nord, et décide de lancer une frappe préventive sur Cangzhou. Partant de Tongzhou le 25 octobre, son armée arrive à Cangzhou le 27 octobre et s'empare de la ville en deux jours,. Les soldats du prince de Yan traversent alors le fleuve et arrivent à Dezhou le 4 novembre. Zhu Di somme Sheng Yong de se rendre, mais ce dernier refuse. Peu de temps après, Yong essuie une défaite, alors qu'il essaye d'attaquer les arrières de l'armée du prince de Yan. En novembre, les soldats de Zhu Di arrivent à Linqing, ou ce dernier décide de perturber les lignes d'approvisionnement des troupes gouvernementales, pour forcer Sheng Yong à abandonner Jinan. Pour contrer ce plan, Sheng Yong veut provoquer une bataille, qu'il espère être décisive, à Dongchang, et arme ses troupes d'armes à poudre et d'arbalètes empoisonnées.
Le 25 décembre, l'armée du prince de Yan arrive à Dongchang. Lors des combats, Sheng Yong réussit à encercler Zhu Di et à tuer le général Zhang Yu, alors qu'il tente de dégager Di. Si Zhu Di réussi à s'enfuir du champ de bataille, ses troupes subissent une autre défaite le lendemain et sont forcées de se retirer.
Le 16 janvier 1401, Zu Di et ses soldats survivants arrivent à Beiping. La bataille de Dongchang est la plus grande défaite qu'il a subie depuis le début de la campagne, et il est particulièrement attristé par la mort de Zhang Yu,. Au cours de la bataille, Zhu Di a failli être tué à de nombreuses reprises, mais les forces gouvernementales ayant reçu l'ordre de l'empereur Jianwen de s'abstenir de le tuer, il en profite pour échapper à ses ennemis.
La nouvelle de la victoire des troupes gouvernementales lors de la bataille de Dongchang est bien accueillie par l'empereur Jianwen. En janvier 1401, Qi Tai et Huang Zicheng retrouvent leurs postes respectifs, et l'empereur continue à vénérer le Temple des ancêtres impériaux,,, de Nankin. Le moral des soldats de Sheng Yong ressort considérablement renforcé des combats, et les troupes du prince de Yan restent à l'écart de Shandong lors des combats ultérieurs.

### Bataille de la rivière Jia-Gaocheng
La défaite de Dongchang est une humiliation pour Zhu Di, mais son proche conseiller, Yao Guangxiao, plaide en faveur de la poursuite des opérations militaires. Les troupes du prince de Yan sont donc de nouveau mobilisées le 16 février 1401 et marchent vers le sud.
En prévision d'une attaque de Zhu DI, Sheng Yong se positionne à Dezhou avec 200 000 hommes, tout en plaçant le reste de ses troupes à Zhending. Zhu Di décide de frapper Sheng Yong en premier. Le 20 mars, les troupes du prince de Yan rencontrent celles de Sheng Yong sur les rives de la rivière Jia, près de Wuyi. Le 22 mars, l'armée de Zhu Di traverse ladite rivière Jia. Voyant que le camp de Sheng Yong est fortement gardé, Zhu Di décide d'aller personnellement en éclaireur, afin de rechercher les points faibles de son adversaire. Comme l'empereur Jianwen a interdit de tuer Zhu Di, les forces gouvernementales ne lui tirent pas dessus, tandis qu'il fait le tour du camp de Yong sans être trop harcelé,.
Après avoir achevé sa reconnaissance, Zhu Di prend personnellement le commandement de ses troupes et attaque l'aile gauche de Sheng Yong. La bataille qui s'ensuit dure jusqu'à la tombée de la nuit, les deux camps subissant un nombre égal de pertes humaines,. Les combats reprennent le lendemain. Après plusieurs heures de combats intenses, le vent se met soudain à souffler du nord-est au sud-ouest, en direction des positions gouvernementales. Gênées par ce vent de face, les troupes gouvernementales sont finalement vaincues par celles du prince de Yan. Sheng Yong est forcé de se replier sur Dezhou,,. Les troupes restées à Zhending battent également en retraite lorsqu'elles apprennent la nouvelle de la défaite de Sheng Yong.
La bataille de la rivière Jia rétablit l'avantage militaire du Prince de Yan. Le 4 mars, Qi Tai et Huang Zicheng sont tenus pour responsables de cette défaite et démis de leurs fonctions. L'empereur leur ordonne de recruter des troupes dans d'autres provinces de la Chine.
Après sa victoire face à Sheng Yong, le prince de Yan marche sur Zhending. Zhu Di réussit à attirer les forces gouvernementales hors de la ville et les attaque à Gaocheng le 9 mars. Face aux armes à poudre et aux arbalètes utilisées par les forces gouvernementales, l'armée Yan subit de lourdes pertes,. La bataille se poursuit le lendemain, et un vent violent commence à souffler. Tout comme lors de la bataille de la rivière Jia, avec ce vent violent de face, les forces gouvernementales n'arrivent pas à tenir leurs positions et sont écrasées par leurs ennemis.
Après les batailles de la rivière Baigou et de la rivière Jia, Gaocheng est le troisième combat ou le prince de Yan remporte la victoire avec l'aide du vent. Zhu Di est convaincu que son armée est destinée à remporter la victoire.

### Combats de l'été et automne 1401
Au lendemain de la bataille de la rivière Jia-Gaocheng, le prince de Yan reprend l'initiative et marche vers le sud, sans rencontrer de résistance. Zhu Di exige alors l'ouverture de pourparlers de paix. Avant de lui répondre, l'empereur Jianwen consulte son conseiller Fang Xiaoru, pour avoir son avis. Xiaoru suggère de faire semblant de négocier, tout en ordonnant aux troupes du Liaodong d'attaquer Beiping,. Cette stratégie ne fonctionne pas comme prévu et, en mai, Sheng Yong envoie une armée attaquer les lignes de ravitaillement de l'armée du prince de Yan,. Zhu Di prétend alors que si Sheng Yong refuse d'arrêter ses attaques et mouvements de troupes, c'est qu'il a des intentions douteuses. L'empereur Jianwen est convaincu par ces arguments et fait emprisonner Yong,.
Comme les deux camps cessent de négocier, Zhu Di décide de lancer un raid sur les lignes de ravitaillement des troupes gouvernementales, pour affamer les défenseurs de Dezhou. Le 15 juin, les soldats Yan réussissent à détruire le plus important des entrepôts de nourriture des forces gouvernementales à Pei, et Dezhou est sur le point de tomber. En juillet, ce sont les villes de Pengde et Linxian qui sont prises par les troupes du prince de Yan. Le 10 juillet, les forces gouvernementales de Zhending lancent un raid sur Beiping. Zhu Di envoie alors une partie de son armée renforcer les défenses de Beiping et vainc les forces gouvernementales le 18 septembre. Pour essayer d'inverser le cours de la guerre, le conseiller impérial Fang Xiaoru tente d'intensifier la méfiance existant entre Zhu Gaochi, le fils ainé de Zhu Di, et Zhu Gaoxu, son fils cadet, mais cette stratégie échoue, une fois de plus.
Le 15 juillet, les troupes gouvernementales de Datong, commandées par Fang Zhao, commencent à approcher de Baoding, menaçant ainsi Beiping. Zhu Di est alors forcé de se retirer pour contrer cette attaque. Les troupes du prince de Yan remportent une victoire décisive à Baoding le 2 octobre, et Fang Zhao se replie à Datong. Le 24 octobre, l'armée de Zhu Di retourne à Beiping. Les troupes gouvernementales du Liaodong tentent à nouveau de s'emparer de la ville, mais leur attaque est repoussée.
À ce stade des opérations, la campagne Jingnan dure depuis plus de deux ans. Malgré les nombreuses victoires qu'il remporte, Zhu Di n'arrive pas à conserver les territoires dont il s'empare, car il n'a pas assez d'hommes à sa disposition.

## Offensives du prince de Yan, 1401–1402

### Marche vers le sud
Durant l'hiver 1401-1402, Zhu Di décide de modifier sa stratégie générale au lieu d'avancer lentement, place forte après place forte, son armée va éviter les bastions des troupes gouvernementales et marcher droit vers le sud, en direction du Yangzi Jiang,.
Le 2 décembre, l'armée du Prince de Yan se mobilise et commence à avancer vers le sud. Au mois de janvier, les soldats de Zhu Di traversent le Shandong et prennent les villes de Dong'e, Dongping, Wenshang et Pei. Le 30 janvier 1402, ils atteignent Xuzhou, a l'époque le point central du réseau de transport chinois.
En réponse à la mobilisation de l'armée de Zhu Di, l'empereur Jianwen ordonne à Mei Ying de défendre Huai'an, et a Xu Huizu de renforcer Shandong,. Le 21 février, après avoir subi une défaite, les troupes gouvernementales de Xuzhou refusent d'attaquer l'armée du prince de Yan pour se concentrer sur la défense de la ville.

### Bataille de Lingbi
Zhu Di décide d'éviter Xuzhou et de continuer à avancer vers le sud. Son armée passe donc devant Suzhou, qui est défendue par Pin An, et arrive à Bengbu le 9 mars. Pin An sort de Suzhou et poursuit l'armée du prince de Yan, mais, le 14 mars, il tombe dans une embuscade tendue par Zhu Di, à la rivière Fei. Vaincu, il est obligé de se replier sur Suzhou.
Le 23 mars, Zhu Di envoie une armée perturber les lignes de ravitaillement de Xuzhou. Cette armée arrive à la rivière Sui le 14 avril, la traverse et s'installe sur l'autre rive, face au camp de l'armée gouvernementale, qui est commandée par Xu Yaozu. Une bataille éclate le 22 avril, qui s’achève par une victoire de Yaozu. Cette victoire porte un coup au moral des soldats du Prince de Yan. De plus, comme la plupart de ces soldats sont originaires du nord de la Chine, ils ne sont pas habitués à la chaleur de Sud à l'approche de l'été. Les généraux de Zhu Di lui proposent de procéder à un repli pour rassembler les troupes, ce qu'il refuse.
Pendant ce temps, des rumeurs voulant que les troupes de Zhu Di se sont repliées vers le nord arrivent à la cour impériale. Sur la base de ces rumeurs, l'empereur Jianwen rappelle Xu Yaozu à Nanjing, ce qui réduit les effectifs des troupes gouvernementales au nord du Yangzi Jiang. Le 25 avril, les troupes gouvernementales déplacent leur campement à Lingbi et commencent à construire des fortifications. Une série de batailles s'ensuit, et les troupes gouvernementales se retrouvent progressivement à court de nourriture, les soldats du prince de Yan ayant réussi à bloquer leurs lignes de ravitaillement. Pour éviter de se retrouver à court de nourriture, les commandants des troupes gouvernementales prévoient de rompre l'encerclement et de se regrouper sur la rivière Huai. Le signal de l'assaut doit être donné par trois coups de canon. Mais, le jour suivant, l'armée du prince de Yan se lance à l'attaque des fortifications de Lingbi, en utilisant trois coups de canon comme signal du début de l'attaque. Cette coïncidence provoque la confusion, puis le chaos au sein des troupes gouvernementales, qui s'effondrent et sont vaincues, tandis que Zhu Di prend le contrôle de Lingbi,,.
La principale armée des forces gouvernementales ayant été détruite lors de la bataille de Lingbi, Zhu Di est maintenant le seul maitre des territoires situés au nord du fleuve Yangzi.

### Chute de Nankin
Après la bataille de Lingbi, l'armée de Zhu DI avance droit vers le sud-est et s'empare de Sizhou le 7 mai. Sheng Yong tente alors de mettre en place une ligne de défense sur le fleuve Huai pour les troupes du prince de Yuan de le traverser. Au début, sa tactique semble porter ses fruits, car l'attaque du prince de Yan est arrêtée à Huai'an. Mais Zhu Di réagit en divisant son armée pour lancer une attaque sur plusieurs fronts contre Sheng Yong. Yong est vaincu, et Di prend la ville de Xuyi,.
Le 11 mai, l'armée du prince de Yan marche sur Yangzhou, et la ville se rend une semaine plus tard. La ville voisine de Gaoyou capitule également peu après.
La chute de Yangzhou porte un coup dévastateur aux troupes gouvernementales, car Nankin, la capitale impériale, est désormais exposée à une attaque directe. Après avoir discuté avec Fang Xiaoru, l'empereur Jianwen décide de négocier à nouveau avec Zhu Di pour retarder l'attaque, tout en appelant à l'aide d'autres provinces. Son appel est entendu, car les provinces voisines de Suzhou, Ningbo, et Huizhou envoient toutes une armée pour protéger la capitale impériale.
Le 22 mai, Zhu Di rejette les négociations d'armistice. Le 1er juin, son armée s'apprête à traverser le Yangzi, mais se heurte à la ferme résistance de Sheng Yong. Après avoir subi quelques revers, Zhu Di envisage d'accepter l'offre de paix et de se retirer vers le nord. Mais Zhu Gaoxu arrive en renfort à un moment décisif et écrase l'armée de Sheng Yong. Lors de la préparation de la traversée du fleuve, l'armée du prince de Yan obtient plusieurs navires de guerre de la marine gouvernementale. L'armée de Zhu Di traverse le fleuve à Guazhou le 3 juin, et Sheng Yong est vaincu une fois de plus. Le 6 juin, Zhenjiang tombe aux mains du prince de Yan,.
Le 8 juin, Zhu Di n'est plus qu'à 30 km à l'est de Nankin. La cour impériale est en proie à la panique et l'empereur Jianwen dépêche frénétiquement plusieurs envoyés dans l'espoir de négocier un armistice. Zhu Di rejette ces dernières tentatives diplomatiques et marche sur la capitale impériale.
Nankin est encerclée le 12 juin. Comme tous les messagers envoyés dans d'autres provinces sont interceptés par les assiégeants, les défenseurs de la cité ne reçoivent aucun renfort. Le 13 juillet 1402, l'armée de Zhu Di marche directement sur la ville, dont les défenseurs décident d'ouvrir les portes et de se rendre sans résistance,,. Avec la chute de Nankin, la campagne Jingnan prend fin.

## Conséquences
Alors que les troupes du prince de Yan marchent sur Nankin, l'empereur Jianwen, désespéré, met le feu au palais impérial. Alors que le corps de l'impératrice Ma (en) est retrouvé par la suite, celui de l'empereur Jianwen reste introuvable,. Très vite, des rumeurs commencent à circuler, selon lesquelles l'empereur aurait fui par des tunnels et se serait caché jusqu'à la fin de ses jours.
Zhu Di décide de continuer sur sa lancée et organise des funérailles impériales pour l'empereur afin que nul ne puisse ignorer qu'il est mort, malgré l'absence de son corps. Le 17 juin, Zhu Di est couronné au palais impérial et devient l'empereur Yongle. Toutes les politiques mises en place par Jianwen sont annulées et on revient à celles mise en place pendant le règne de l'empereur Hongwu.
Le 25 juin, Qi Tai (en), Huang Zicheng (en) ainsi que Fang Xiaoru sont exécutés et leurs familles respectives exterminées (en). Plusieurs autres conseillers de l'empereur Jianwen sont exécutés ou se suicident, tandis que leurs familles sont exilées par le nouveau gouvernementLa majorité de ces familles seront pardonnées et autorisées à revenir chez elles durant le règne de l'empereur Hongxi.
Si, au début du règne de l'empereur Yongle, les princes territoriaux sont rétablis dans leurs fonctions, ils sont déplacés loin des frontières et progressivement dépouillés de leur puissance militaire. Grâce aux politiques mises en place par la suite par l'empereur Yongle, ce dernier réussit à consolider le pouvoir du gouvernement central. En 1426, l'empereur Xuande réussit à forcer tous les princes territoriaux à renoncer a ce qui leur reste d'armée personnelle, après avoir réprimé la rébellion de Zhu Gaoxu (en).
En 1403, l'empereur Yongle commence à préparer le transfert de la capitale impériale à Beiping, un processus qui va durer tout le long de son règne,. La construction de la future Cité Interdite ainsi que la rénovation du Grand Canal sont des chantiers permanents. En 1420, la reconstruction de la ville de Beiping est achevée et la dynastie Ming y déplace officiellement la capitale impériale. Beiping est alors rebaptisé Beijing (Pékin). À part une brève période pendant la République de Chine, entre 1928 et 1949, Pékin est depuis cette date resté en permanence la capitale de la Chine.